# Złota linia metra w Los Angeles
Złota linia metra w Los Angeles – linia metra jedynie w potocznym znaczeniu tego słowa, gdyż w zasadzie jest to naziemna linia lekkiej kolei miejskiej mająca na swej trasie cztery odcinki podziemne. Złota linia łączy miasto Azusę z osadą East Los Angeles.

## Godziny kursowania
Tramwaje linii złotej kursują w przybliżeniu pomiędzy godziną 3 a 2 w nocy
Pierwszy tramwaj odjeżdża w kierunku APU/Citrus College ze stacji Atlantic o 4:17 (o 4:20 odjeżdża w soboty, niedziele i święta) 
Ostatni tramwaj odjeżdża w kierunku APU/Citrus College ze stacji Atlantic o 2:12
Pierwszy tramwaj odjeżdża w kierunku Atlantic ze stacji APU/Citrus College o 3:45
Ostatni tramwaj odjeżdża w kierunku Atlantic ze stacji APU Citrus College o 2:08 i kończy bieg na stacji Little Tokyo/Arts District

## Lista stacji
Złota linia składa się z następujących stacji (z południa na północ).
| Stacja                     | Połączenia | Data otwarcia     | Miasto/Dzielnica                         |
| -------------------------- | --- | ----------------- | ---------------------------------------- |
| Atlantic                   | Metro Local: 260 Metro Rapid: 762 Montebello Transit: 10, 40, 341, 342 El Sol: City Terrace/ELAC, Whittier Blvd/Saybrook Park | 15 listopada 2009 | East Los Angeles                         |
| East L.A. Civic Center     | Metro Local: 258 Montebello Transit:40 El Sol: City Terrace/ELAC, Union Pacific/Salazar Park, Whittier Blvd/Saybrook Park | 15 listopada 2009 | East Los Angeles                         |
| Maravilla                  | Metro Local: 256 Montebello Transit: 40 El Sol: Union Pacific/Salazar Park, Whittier Blvd/Saybrook Park | 15 listopada 2009 | East Los Angeles                         |
| Indiana                    | Metro Local: 30, 68 Shuttle (kursuje codziennie), 254, 620, 665 Montebello Transit: 40 Whittier Blvd/Saybrook Park | 15 listopada 2009 | East Los Angeles                         |
| Soto                       | Metro Local: 30, 251, 252, 605 Metro Rapid: 751 | 15 listopada 2009 | Los Angeles (Boyle Heights)              |
| Mariachi Plaza             | Metro Local: 30, 620 | 15 listopada 2009 | Los Angeles (Boyle Heights)              |
| Pico/Aliso                 | Metro Local: 30 | 15 listopada 2009 | Los Angeles (Boyle Heights)              |
| Little Tokyo/Arts District | Metro Local: 30, 40, 330 LADOT DASH: A, D | 15 listopada 2009 | Los Angeles (Little Tokyo/Arts District) |
| Union Station              | Czerwona linia Fioletowa linia Srebrna linia BRT Metro Local: 40, 68, 70, 71, 78, 79 Metro Express: 442, 485, 487 Metro Rapid: 704, 728, 733, 745, 770 Amtrak Big Blue Bus: Rapid 10 FlyAway Foothill Transit: Silver Streak LADOT DASH: B, D, Lincoln Heights/Chinatown Metrolink | 26 lipca 2003     | Downtown Los Angeles                     |
| Chinatown                  | Metro Local: 45, 76, 81, 83, 84, 90, 91, 94, 96 Metro Rapid: 794 LADOT DASH: B, Lincoln Heights/Chinatown LADOT Commuter Express: 409, 419 | 26 lipca 2003     | Downtown Los Angeles                     |
| Lincoln/Cypress            | Metro Local:81, 84, 90, 91, 94, 251 Metro Rapid: 751, 794 | 26 lipca 2003     | Downtown Los Angeles                     |
| Heritage Square/Arroyo     | Metro Local: 81, 83 | 26 lipca 2003     | Downtown Los Angeles                     |
| Southwest Museum           | Metro Local: 81, 83 | 26 lipca 2003     | Downtown Los Angeles                     |
| Highland Park              | Metro Local: 81, 83, 256 LADOT DASH: Highland Park/Eagle Rock | 26 lipca 2003     | Downtown Los Angeles                     |
| South Pasadena             | Metro Local: 176 | 26 lipca 2003     | South Pasadena                           |
| Fillmore                   | Metro Local: 260, 686, 687 Metro Rapid: 762 Pasadena Transit: 20 | 26 lipca 2003     | Pasadena                                 |
| Del Mar                    | Metro Local: 177, 256, 260, 686, 687 Metro Express: 501 | 26 lipca 2003     | Pasadena                                 |
| Memorial Park              | Metro Local: 180, 181, 256, 260, 267, 686, 687 Metro Express: 501 Metro Rapid: 762, 780 Pasadena Transit: 10 | 26 lipca 2003     | Pasadena                                 |
| Lake                       | Metro Local: 180 Metro Express: 485 | 26 lipca 2003     | Pasadena                                 |
| Allen                      | Metro Local: 256, 686 Pasadena Transit: 10 | 26 lipca 2003     | Pasadena                                 |
| Sierra Madre Villa         | Metro Local: 181, 264, 266, 268 Metro Express: 487 Foothill Transit: 187 Pasadena Transit: 31 | 26 lipca 2003     | Pasadena                                 |
| Arcadia                    | Metro Local: 79, 487 Foothill Transit: 187 Arcadia Transit | 5 marca 2016      | Arcadia                                  |
| Monrovia                   | Metro Local: 264, 270 Foothill Transit: 494 | 5 marca 2016      | Monrovia                                 |
| Duarte/City of Hope        | Metro Local: 264, 270 Foothill Transit: 272 Duarte Transit: Green, Blue | 5 marca 2016      | Duarte                                   |
| Irwindale                  | Foothill Transit: 185 | 5 marca 2016      | Irwindale                                |
| Azusa Downtown             | Foothill Transit: 185, 187, 280, 494, 496 | 5 marca 2016      | Azusa                                    |
| APU Citrus College         | Foothill Transit: 187, 281, 284, 488 | 5 marca 2016      | Azusa                                    |

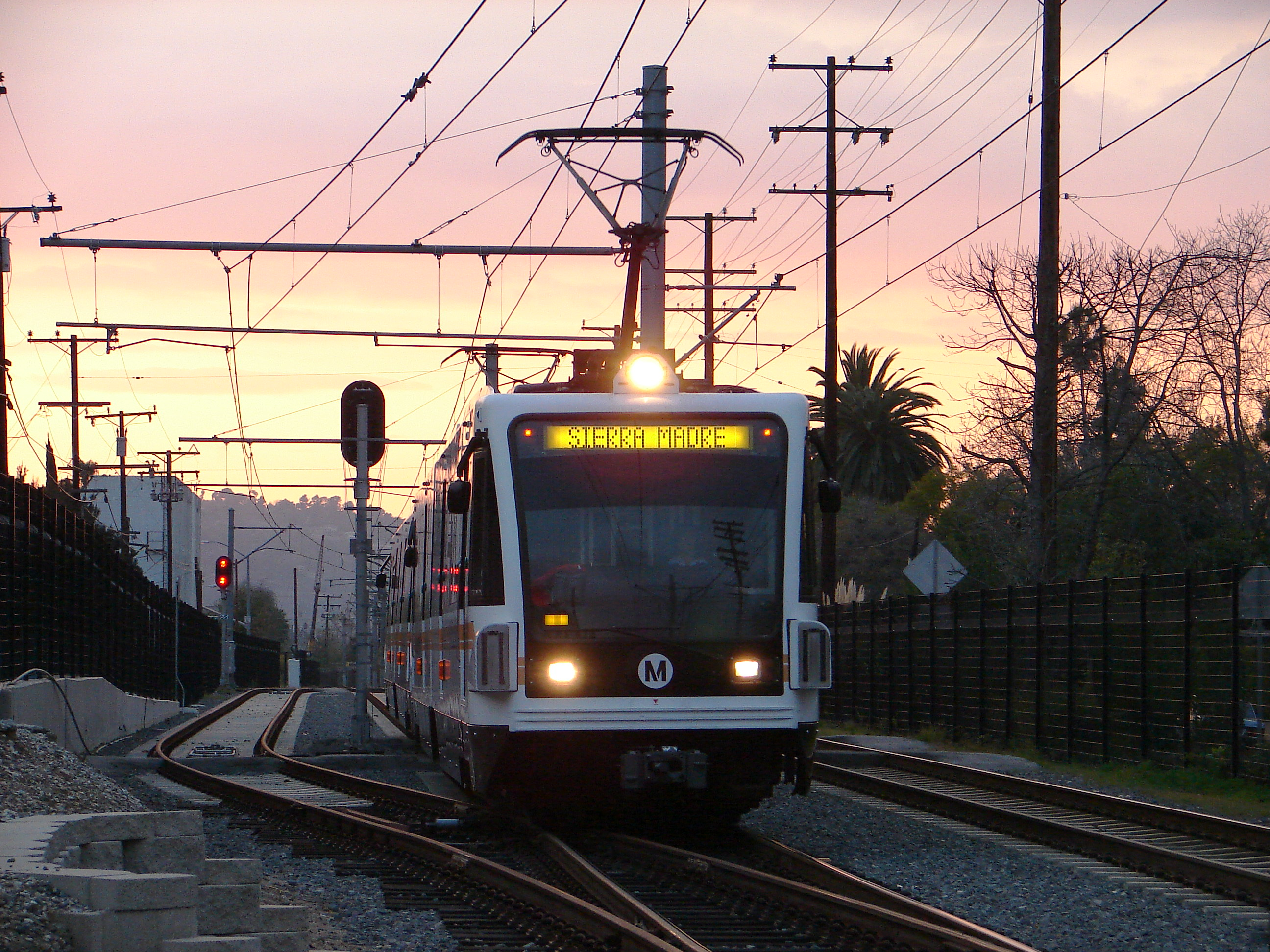
Pociąg złotej linii metra jadący przez miasto South Pasadena
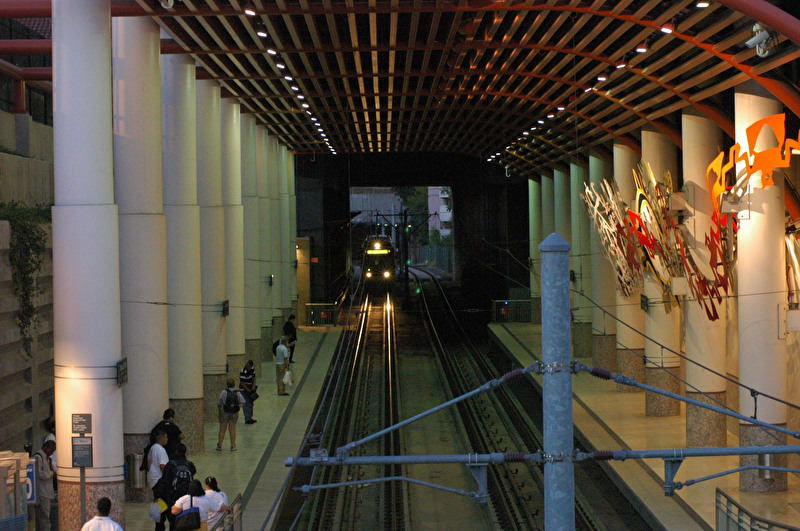
Stacja Memorial Park znajduje się w Pasadenie pod apartamentowcem Holy Street Apartments
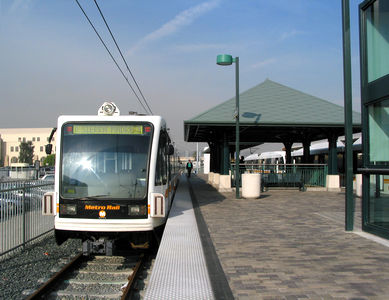
Pociąg złotej linii na peronie Union Station
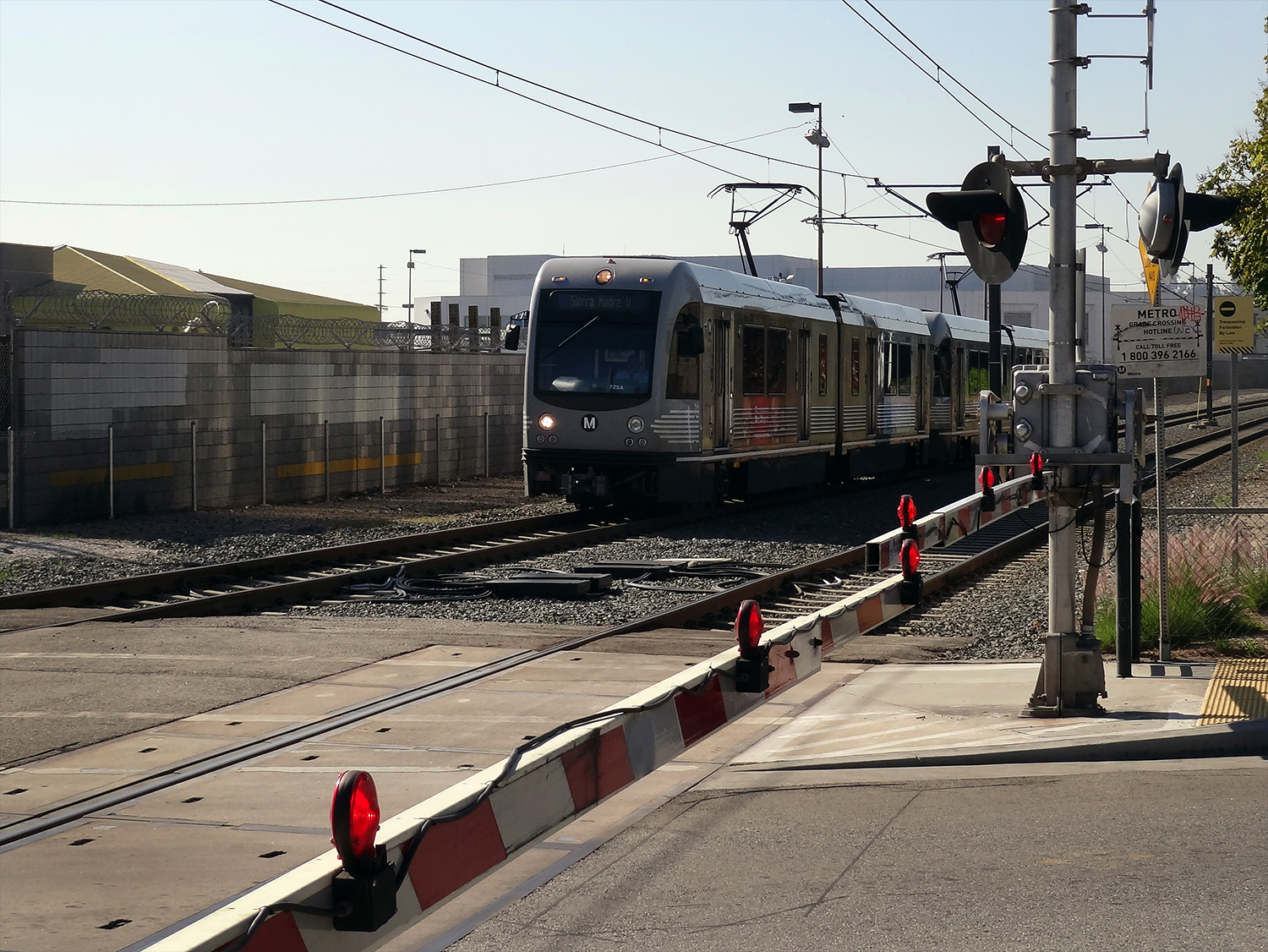
Przejazd ze szlabanami na skrzyżowaniu W Avenue 33 z Atresian Street położonego na północny wschód od stacji metra Lincoln Heights / Cypress Park